# Fays (Manhay)
Pour les articles homonymes, voir Fays.
Fays est un village belge de la commune de Manhay située dans le nord de la province de Luxembourg.
Avant la fusion des communes de 1977, Fays faisait partie de la commune de Harre.

## Étymologie
Fays tirerait son nom du latin fagus, fagi signifiant hêtre(s), hêtraie.

## Situation
Ce village ardennais est entouré des villages ou hameaux de Chêne al'Pierre, La Fange, Harre, Deux-Rys, Roche-à-Frêne, Vieux-Fourneau (commune de Durbuy) et Burnontige (commune de Ferrières). Il se trouve dans un environnement de prairies en lisière directe des bois de Saint-Antoine.
La sortie 48 bis de l'autoroute E 25 Liège-Luxembourg est située à 4 kilomètres du village.

## Description
Fays est un village assez étendu constitué à l'origine de nombreuses fermettes très souvent bâties en moellons de grès donnant à ces habitations des couleurs variant du jaune au brun. Les encadrements des portes et fenêtres sont composées le plus souvent de pierres de taille ou parfois de briques rouges.
À proximité du village, se trouvent plusieurs lieux remarquables.
- L'église Saint-Antoine a été construite en 1846 sur les ruines d'un ermitage du XIVe siècle. C'est encore aujourd'hui un important lieu de pèlerinage principalement autour du 13 juin lors de la fête de Saint Antoine de Padoue[1],[2]. Cette église, le cimetière adjacent, le bâtiment d'accueil et les quelques constructions voisines sont presque complètement entourés de bois.
- La source de Harre, eau minérale.
- Le château de Sa Del Haye et ses étangs.
- La ferme du Manèdje.

## Sources et liens externes
- Site de la commune de Manhay